# Paveh (misil)
El Paveh (persa: پاوه) es un misil de crucero tierra-tierra de largo alcance iraní y tiene un alcance de 1.650 km (1.030 millas).

## Desarrollo
Paveh es parte de la familia de misiles de crucero Soumar, que se presentó en 2015 y el primer misil de la familia fue el Soumar, que tenía un alcance de 700 km.
El 2 de febrero de 2019, Irán presentó el misil de crucero Hoveyzah, un misil tierra-tierra con un alcance de más de 1.350 kilómetros.
El Paveh fue presentado y exhibido al público el 2 de febrero de 2023.

## Capacidades
El misil tiene un alcance de 1.650 km (1.030 millas).
Paveh utiliza alas retráctiles en su cuerpo, y el motor de este misil de crucero también está fuera del cuerpo y está ubicado en su parte superior.
Paveh tiene la capacidad de tomar diferentes caminos para llegar a la meta. Es decir, antes de alcanzar el objetivo, circula en la medida necesaria y ataca al objetivo desde otra dirección.
Otra capacidad de los misiles de crucero "Paveh" es la capacidad de estos misiles de atacar en masa y comunicarse entre sí durante el ataque. En este método, uno de los misiles actúa como líder del grupo de misiles atacante y guía a los otros misiles. Si es necesario, el líder del pelotón envía uno o más de los misiles objetivo y, de hecho, los ceba para abrir el camino para que otros misiles sean impactados con precisión.
Los medios de comunicación de la República Islámica han anunciado que los nuevos misiles tienen un alcance suficiente para alcanzar Israel.